# ناآرامی‌های کنوشا
پس از تیراندازی پلیس در اوت ۲۰۲۰ به جیکوب بلیک، اعتراض‌ها، شورش‌ها و ناآرامی‌هایی مدنی در کنوشا، ویسکانسین و دیگر نقاط ایالات متحده به عنوان بخشی از ناآرامی‌های نژادی ۲۰۲۰–۲۰۲۱ ایالات متحده و جنبش‌های زندگی سیاه‌پوستان مهم است رخ داد. علاوه بر اعتراضات خیابانی، راهپیمایی‌ها و تظاهرات و تیراندازی، اعتصاب ورزشکاران آمریکایی در سال ۲۰۲۰ نیز روی داد.
این تظاهرات با اعتراضات مسالمت آمیز روزانه آغاز شد و در ادامه به درگیری با نیروی انتظامی و شورش و آتش‌سوزی شبانه کشیده‌شد. در ۲۳ اوت وضعیت اضطراری اعلام گردید و گارد ملی روز بعد وارد عمل شد. هنگامی که اعضای شبه نظامیان مسلح، که دیوید بت، کلانتر شهرستان کنوشا، آنها را «مانند گروهی از محافظان» توصیف کرد، با هدف حفاظت از مشاغل در شهر وارد کارزار شدند، درگیری‌های بیشتری به وجود آمد.
در ۲۵ آگوست، دو معترض به ضرب گلوله کشته شدند و نفر سوم توسط کایل ریتنهاوس، یک جوان ۱۷ ساله از آنتیوک، ایلینوی زخمی شد. ریتنهاوس به قتل عمد درجه یک و سایر اتهامات متهم شد و در دادگاه از همه موارد تبرئه گردید.

## رویدادها در کنوشا

#### روز اول: ۲۳ آگوست
از ساعت ۱۰:۱۵ شب در این شهرستان وضعیت اضطراری اعلام، و از کامیون‌های حمل زباله برای مسدود کردن خیابان ۵۶ استفاده شد. از ساعت ۱۱:۰۵ شب، پلیس در تلاش برای متفرق کردن جمعیت شروع به استفاده از گاز اشک آور و گلوله‌های لاستیکی کرد که در طول شب ادامه داشت. نزدیک نیمه شب، جمعیت در مقابل پنجره طبقه همکف دادگاه شهرستان کنوشا آتش کوچکی روشن کردند و حداقل سه کامیون زباله و یک واگن برقی در آتش سوختند.